# Trận sân bay Biên Hòa, 1967
Trận sân bay Biên Hòa năm 1967 diễn ra vào tối ngày 11 tháng 5 khi trung đoàn pháo phản lực 724 của Quân đội Nhân dân Việt Nam sử dụng 54 khẩu ĐKB bắn nhiều quả rocket vào sân bay này, làm rất nhiều máy bay cùng nhiều phương tiện kỹ thuật chiến tranh, kho tàng, vũ khí, khí tài của Mỹ tại đây bị phá hủy. Nhiều quân nhân của quân đội Hoa Kỳ và Việt Nam Cộng hòa, chủ yếu là phi công và nhân viên kỹ thuật, bị thương vong.
Sân bay Biên Hòa là một căn cứ không quân của quân đội Hoa Kỳ và quân đội Việt Nam Cộng hòa. Đây là lần thứ ba sân bay này bị QĐNDVN tấn công. Vào thời điểm bị tấn công, tại sân bay có khoảng 200 máy bay và khoảng 5.000 quân Mỹ và VNCH.
Súng ĐKB là ống phóng phản lực do Liên Xô viện trợ cho Việt Nam bằng cách sử dụng ống phóng tháo rời và đạn của pháo phản lực BM-14 hoặc BM-21.

## Trận pháo kích năm 1964
Tháng 9 năm 1964, Bộ Chính trị Ban chấp hành Trung ương Đảng đẩy mạnh tiến công và nổi dậy: tiến lên giành thắng lợi quyết định ở miền Nam trong một vài năm tới.
         Ngày 10 tháng 10 năm 1964, Quân ủy quân sự Trung ương chỉ thị mở đợt hoạt động mùa khô 1964 – 1965 trên khắp chiến trường miền Nam nhằm tiêu diệt một bộ phận chủ lực ngụy, kết hợp tiêu hao rộng rãi, thúc đẩy sự tan rã của lực lượng địch, phá ấp chiến lược, phá thế kìm kẹp, giành thêm nhiều nhân lực, mở rộng vùng giải phóng, thu hẹp vùng kiểm soát của địch, đẩy mạnh hơn nữa đấu tranh chính trị, làm tăng thêm sự khủng hoảng chính trị và mâu thuẫn nội bộ địch.
         Bộ Chỉ huy quân sự Miền Nam (B2) chủ trương mở chiến dịch tiến công tiêu diệt địch, mở rộng vùng giải phóng. Hướng tập trung là các tỉnh Biên Hòa, Bà Rịa, Long Khánh.
         Tháng 10 năm 1964, Tỉnh ủy Biên Hòa tiến hành Đại hội tại căn cứ Suối Cả (Long Thành). Kể từ 1954, đây là lần đầu tiên Biên Hòa tổ chức Đại hội tỉnh Đảng bộ. Đồng chí Phan Văn Trang (Năm Trang) được bầu làm Bí thư Tỉnh ủy.
         Trước tình hình mới, khả năng đế quốc Mỹ tăng cường chiến tranh, đưa quân Mỹ trực tiếp tham chiến ở miền Nam Việt Nam. Thực hiện chỉ thị của Trung ương Cục và Khu ủy miền Đông, Tỉnh ủy Biên Hòa tập trung chỉ đạo việc phát triển lực lượng, chuẩn bị nhân tài, vật lực để đánh Mỹ trên mọi mặt trận, mọi lúc.
         Từ tháng 10 năm 1964, phối hợp với các lực lượng trinh sát Miền, Tỉnh ủy, Thị ủy Biên Hòa chỉ đạo kết hợp điều nghiên địa hình, bố phòng sân bay Biên Hòa và chuẩn bị trận địa cho lực lượng pháo binh Miền và quân khu tấn công địch.
         Sân bay Biên Hòa cách Sài Gòn 30 km về phía Đông Bắc là một trong những sân bay quân sự lớn nhất của Mỹ - ngụy ở miền Nam, rộng khoảng 49 km² với 2 đường băng dài 3.600 mét và 1.000 mét. Sân bay được trang bị hệ thống rađa, hệ thống chỉ huy liên lạc tối tân. Bên trong sân bay có 6 khu rộng chứa từ 170 – 190 máy bay, thường xuyên có 500 sĩ quan, phi công, nhân viên kỹ thuật và hàng trăm binh lính Mỹ - ngụy đồn trú bảo vệ. Hệ thống phòng thủ sân bay được địch bố trí kiên cố và nghiêm ngặt gồm nhiều lớp hàng rào kẽm gai với chiều rộng gần 1 km, bãi min, lựu đạn dày đặc và nhiều lô cốt, bót gác xung quanh. Ban đêm, sân bay được soi sáng bằng một hệ thống đèn pha cực mạnh. Lực lượng bảo vệ sân bay gồm đại đội pháo binh, một đại đội xe tăng, một tiểu đoàn quân khuyển (100 con chó béc giê). Bên cạnh sân bay là sở chỉ huy quân đoàn 3 ngụy, bên ngoài sân bay có một tiểu đoàn quân Mỹ và một tiêu đoàn lính bảo an ngụy thường xuyên tuần tra canh gác.
         Bộ chỉ huy Miền chỉ định các đồng chí Lương Văn Nho (Hai Nhã) và Nguyễn Văn Bứa (Hai Hồng Lâm) tổ chức chỉ huy trận đánh. Huyện ủy Vĩnh Cửu huy động gần 100 dân công tham gia tải đạn từ chiến khu Đ để phục vụ cho trận đánh.
         Lực lượng tham gia chiến đấu và phục vụ chiến đấu gồm một đại đội cối 81 (7 khẩu), một đại đội DKZ 75 (2 khẩu) của Miền kết hợp một đại đội cối 81 (3 khẩu), một trung đội đặc công tiểu đoàn 800 của quân khu miền Đông (T1), đại đội địa phương tỉnh Phước Thành và lực lượng vũ trang huyện Vĩnh Cửu, thị xã Biên Hòa.
         Chiều 31 tháng 10 năm 1964, từ căn cứ chiến khu Đ, các đơn vị xuất phát, bí mật hành quân đến vị trí tập kết, bố trí trận địa tại Hóc Bà Thức (phường Tân Phong) phía Đông - Bắc sân bay Biên Hòa.
         23 giờ 30 đêm 31 tháng 10 năm 1964, pháo cối ta bắt đầu cấp tập bắn vào sân bay. Từng cụm lửa bốc cháy sáng rực cả một góc trời. Cả thị xã Biên Hòa và các vùng phụ cận rung lên vì những tiếng nổ long trời lỡ đất. Chỉ trong vòng 15 phút gần 130 quả đạn cối rơi gọn và chính xác xuống các mục tiêu, phá hủy 59 máy bay, trong đó có 21 máy bay B57, loại máy bay tối rân của Mỹ lúc bấy giờ mới đưa từ Philipin chuẩn bị gây tội ác ở miền Bắc, 11 máy bay AD6, 1 máy bay do thám (U2), diệt và làm bị thương 253 tên địch, thiêu hủy và nổ tung hoàn toàn 2 kho đạn lớn, 1 kho xăng, 1 đài quan sát và 18 căn trại lính. Địch không kịp phản ứng, ta rút về căn cứ an toàn.
         Sáng 1 tháng 11 năm 1964, Tay – lơ đại sứ Mỹ từ Sài Gòn tức tốc đến sân bay Biên Hòa, thốt lên: “Rõ ràng Việt Cộng làm một việc chưa hề có…” và “Tôi không muốn nhìn thấy cảnh tượng này nữa”. Báo Thế giới Tây Đức nhận xét rằng: “Trận đòn của Việt Cộng đánh vào sân bay của Mỹ ở Biên Hòa làm cho các nhà quân sự ở Hoa Thịnh Đốn rất đau đầu. Người ta cho rằng không còn có gì thêm nữa, Việt Cộng cũng có khả năng lập lại cuộc tấn công như vậy vào các vị trí quan trọng khác trong khi không bị thương vong một người nào. Việt Cộng ở Biên Hòa đã thực hiện một điều lý tưởng về chiến thuật quân sự là dùng phương tiện tối thiểu để thu được kết quả tối đa và gây tác hại hàng chục triệu đô la cho không quân Mỹ”.
         Đây là một trận đánh táo bạ, bất ngờ. Lần đầu tiên, pháo binh Miền đã tận dụng yếu tố bí mật, kết hợp với lực lượng địa phương và phong trào quần chúng, mở đầu hàng loạt trận pháo kích vào các mục tiêu chiến lược quan trọng của Mỹ - ngụy.
         Chiến thắng tại sân bay Biên Hòa làm nức lòng quân dân cả nước. Lực lượng pháo binh Miền được tặng thưởng Huân chương quân công hạng nhất, huân chương cao nhất lần đầu tiên được tặng thưởng ở miền Nam trong cuộc kháng chiến chống Mỹ cứu nước. Bác Hồ kính yêu đã viết bài ca ngợi chiến thắng này trên báo Nhân dân số 3878 ngày 12 – 11 – 1964:
         Uy danh lừng lẫy khắp năm châu
         Đạn cối tuôn cho Mỹ bể đầu
         Thành đồng trống thắng lay lầu trắng
         Điện Biên, Mỹ chẳng phải chờ lâu